# Мухор-Черга
Мухор-Черга (алт. Мукур-Чаргы) — село в Шебалинском муниципальном районе Республики Алтай России, входит в состав Улусчергинского сельского поселения.

## История
Основано в 1856 году.
На фронты Великой Отечественной войны ушли 56 человек — «сердцевина всего могучего села и хозяйства».
В 1957 году колхоз «Горный Алтай» реорганизован в отделение совхоза «Оленесовхоз», с центром в селе Дъектиек. Мухор-Черга стала четвёртой фермой Дъектиекского «Оленесовхоза».

## География
Расположен в горно-степной зоне северо-западной части Республики Алтай и находится по обоим берегам реки Каилда.
Уличная сеть состоит из трёх географических объектов: ул. Заречная, ул. Молодежная, ул. Центральная
Абсолютная высота 1010 метров выше уровня моря
.

## Население
| 2010 | 2011 | 2012 | 2013 | 2014 | 2015 |
| ---- | ---- | ---- | ---- | ---- | ---- |
| 137  | →137 | ↘129 | ↗132 | ↘131 | ↗132 |
| 2016 |      |      |      |      |      |
| ↘127 |      |      |      |      |      |

## Инфраструктура
экономика
Животноводство (оленеводство), подсобное сельское хозяйство.

## Транспорт
Конечный пункт автодороги регионального значения «Улус-Черга — Мухор-Черга» 